# Västersunds-tragedin
Västersunds-tragedin inträffade den 11 september 1997, då 14 medlemmar av den baltiska fredsbevarande bataljonens spaningsgrupp drunknade eller dog av hypotermi när de korsade Västersundet. Åtta av de tjugotvå soldaterna räddades av hamnarbetare som hörde rop och skyndade ut på havet i en båt och förde de överlevande soldaterna i land. De 14 soldaternas död är den största förlusten för den estniska försvarsmakten sedan självständigheten återupprättades. 

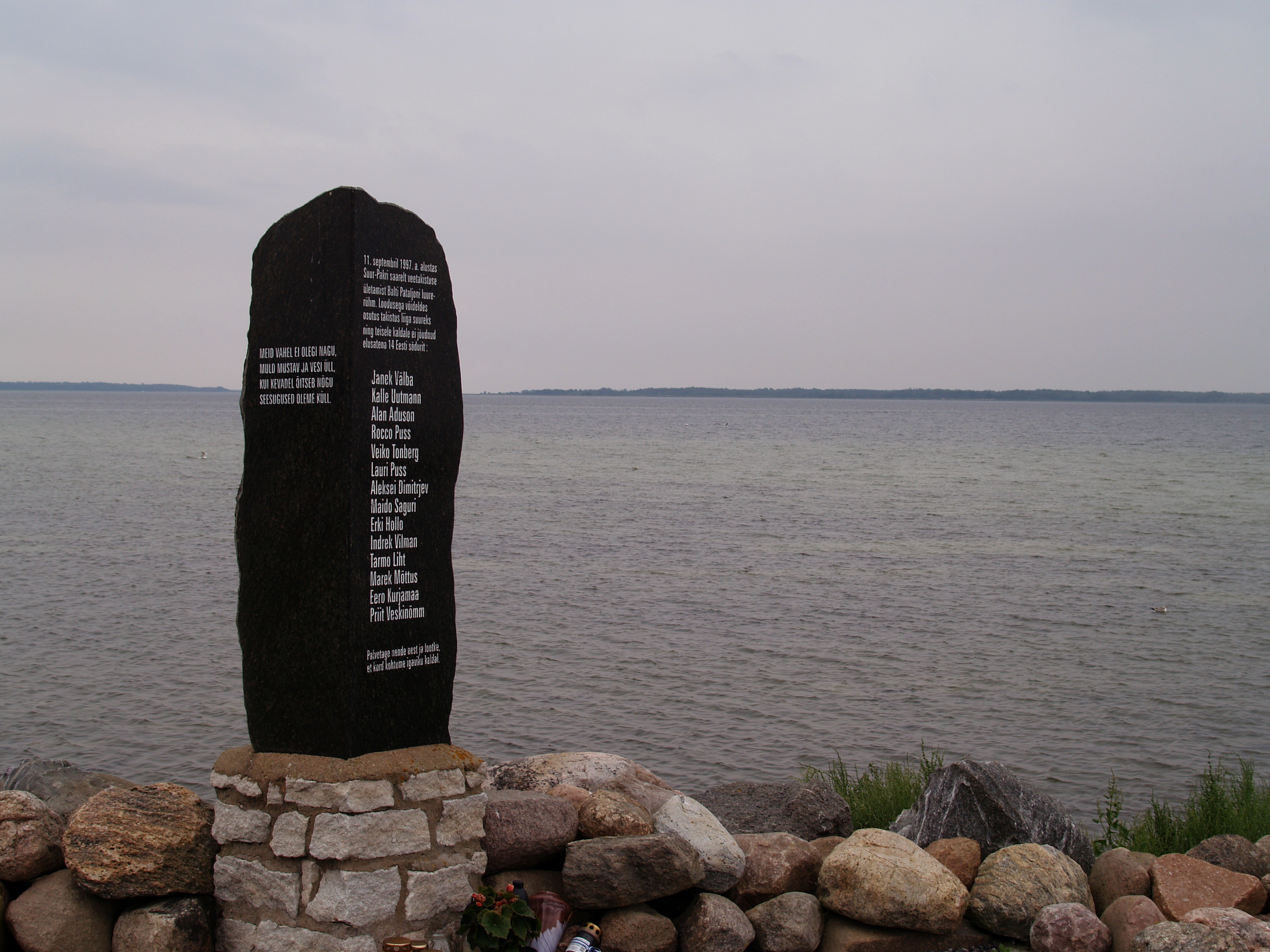
Minnesmärket

I början av övningen verkade förhållandena vara tillfredsställande, men senare under överfarten, när enheten kom ut ur öns lä, där de möttes av kraftiga vindar och vågor och flera män började drabbas av hypotermi i det kalla vattnet (14°C). Dessutom förväntades det att större delen av sundet skulle kunna vadas över och att det bara skulle behövas simma några hundratals meter, men istället blev männen tvungna att börja simma relativt tidigt, och kunde aldrig röra havsbotten innan de räddades. De åtta överlevande soldaterna räddades av hamnkaptenen i den närliggande Korkis hamn. Gränsbevakningshelikopter kallades för att utföra räddningsinsatser, men det tog lång tid innan alla kunde bärgas. Inte förrän 23 september hade alla kroppar lokaliserats.
Enhetens befälhavare, Jaanus Karm, befanns senare skyldig till försumlighet för att ha lett sina trupper in i så farliga omständigheter. Han dömdes till fyra och ett halvt års fängelse, men benådades senare av president Lennart Meri.
I september 1998 restes en minnessten i Korkis hamn till minne av de döda fredsbevararna. En film spelades in: dokumentärfilmen "Dödsmarschen" ( estniska Surmaretk, regisör och kameraman Tõnis Lepik ) , manusförfattare Tõnis Lepik och Riina Valmsen.